# Халденванг (Алгој)
Халденванг (њем. Haldenwang) општина је у њемачкој савезној држави Баварска. Једно је од 28 општинских средишта округа Обералгој. Према процјени из 2010. у општини је живјело 3.719 становника. Посједује регионалну шифру (AGS) 9780122.

## Географски и демографски подаци
Халденванг се налази у савезној држави Баварска у округу Обералгој. Општина се налази на надморској висини од 757 метара. Површина општине износи 26,7 km². У самом мјесту је, према процјени из 2010. године, живјело 3.719 становника. Просјечна густина становништва износи 139 становника/km².